# José María Portocarrero
José María Portocarrero y Lozano de Peralta Manrique (Santafe, 19 de septiembre de 1782-Santafé, 24 de febrero de 1816) fue un filósofo, político, hacendado, comerciante y militar neogranadino, considerado como uno de los próceres de la Independencia de Colombia, y mártir por esta misma razón, llegandosele a llamar "El Mártir de Cartagena".
Portocarrero fue uno de los destacados alumnos de filosofía del noble criollo Camilo Torres Tenorio.

## Familia
José María Portocarrero Lozano pertenecía a la élite criolla santanfereña, siendo hijo de José Antonio de Portocarrero y Gómez, y de Petronila Lozano de Peralta y González de Manrique.
Su madre era hija del Marqués de San Jorge, Jorge Miguel Lozano de Peralta y de la Marquesa María Tadea González de Manrique, quien a su vez era hija del político español Francisco González Manrique y sobrina del político Antonio González Manrique. Por esta línea familiar, José María era sobrino de Jorge Tadeo Lozano y primo Antonio Ricaurte.

### Matrimonio y descendencia
Portocarrero contrajo nupcias con Josefa Ricaurte Galavis (o Galavís). Su esposa también era miembro de la élite santafereña de la época; era prima por el lado materno del político criollo Jerónimo de Mendoza Galavís, miembro de la Junta de Gobierno de 1831 que gobernó mientras Domingo Caicedo se pudo posesionar.
Con Josefa, José María tuvo a sus hijos, José María, María Tadea y Eugenia Portocarrero Ricaurte. Su hijo mayor se unió en matrimonio con Dolores Caycedo, sobrina de Domingo Caycedo y nieta de Luis Caycedo y Flórez. De éste matrimonio desciende Andrés Pastrana Arango, ya que su abuela "Maruja" Vega Jaramillo era nieta de Clementina Portocarrero, hija de José María y Dolores, y por lo tanto bisinieta de Portocarrero Lozano.

## Biografía
1. ↑  Ainara, Vázquez Varela; María, Marín Leoz, Juana (4 de abril de 2017). "Señores del muy ilustre cabildo": Diccionario biográfico del cabildo municipal de Santa Fe (1700-1810). Editorial Pontificia Universidad Javeriana. ISBN 978-958-781-092-9. Consultado el 3 de abril de 2025.
2. 1 2  Rodriguez, Sebastian (28 de noviembre de 2011). «UR- Historiarte!: Jose Maria Portocarrero». UR- Historiarte!. Consultado el 1 de mayo de 2023.
3. ↑  «Museo de la Universidad del Rosario - Universidad del Rosario». urosario.edu.co. Consultado el 1 de mayo de 2023.
4. 1 2  «Mártir de Cartagenaː José María Portocarrero Lozano».

- Datos: Q118122465